# Saint-Martin-l'Ars
Saint-Martin-l'Ars és un municipi francès situat al departament de la Viena i a la regió de la Nova Aquitània. L'any 2007 tenia 409 habitants.

## Demografia

### Població
El 2007 la població de fet de Saint-Martin-l'Ars era de 409 persones. Hi havia 192 famílies de les quals 52 eren unipersonals (28 homes vivint sols i 24 dones vivint soles), 92 parelles sense fills, 40 parelles amb fills i 8 famílies monoparentals amb fills.
La població ha evolucionat segons el següent gràfic:
Habitants censats

### Habitatges
El 2007 hi havia 305 habitatges, 195 eren l'habitatge principal de la família, 70 eren segones residències i 40 estaven desocupats. 302 eren cases i 3 eren apartaments. Dels 195 habitatges principals, 154 estaven ocupats pels seus propietaris, 34 estaven llogats i ocupats pels llogaters i 7 estaven cedits a títol gratuït; 1 tenia una cambra, 5 en tenien dues, 34 en tenien tres, 60 en tenien quatre i 95 en tenien cinc o més. 168 habitatges disposaven pel capbaix d'una plaça de pàrquing. A 107 habitatges hi havia un automòbil i a 74 n'hi havia dos o més.

### Piràmide de població
La piràmide de població per edats i sexe el 2009 era:
| Homes | Edats   | Dones |
| ----- | ------- | ----- |
| 0     | 95 o +  | 4     |
| 0     | 90 a 94 | 4     |
| 12    | 85 a 89 | 12    |
| 0     | 80 a 84 | 4     |
| 16    | 75 a 79 | 12    |
| 16    | 70 a 74 | 16    |
| 12    | 65 a 69 | 16    |
| 24    | 60 a 64 | 20    |
| 8     | 55 a 59 | 8     |
| 20    | 50 a 54 | 12    |
| 12    | 45 a 49 | 4     |
| 4     | 40 a 44 | 24    |
| 8     | 35 a 39 | 0     |
| 12    | 30 a 34 | 12    |
| 12    | 25 a 29 | 12    |
| 16    | 20 a 24 | 0     |
| 4     | 15 a 19 | 8     |
| 8     | 10 a 14 | 16    |
| 8     | 5 a 9   | 8     |
| 4     | 0 a 4   | 8     |

## Economia
El 2007 la població en edat de treballar era de 213 persones, 136 eren actives i 77 eren inactives. De les 136 persones actives 125 estaven ocupades (70 homes i 55 dones) i 11 estaven aturades (4 homes i 7 dones). De les 77 persones inactives 39 estaven jubilades, 13 estaven estudiant i 25 estaven classificades com a «altres inactius».

### Ingressos
El 2009 a Saint-Martin-l'Ars hi havia 195 unitats fiscals que integraven 401 persones, la mediana anual d'ingressos fiscals per persona era de 13.830 €.

### Activitats econòmiques
Dels 16 establiments que hi havia el 2007, 1 era d'una empresa extractiva, 1 d'una empresa de fabricació d'altres productes industrials, 4 d'empreses de construcció, 3 d'empreses de comerç i reparació d'automòbils, 2 d'empreses d'hostatgeria i restauració, 1 d'una empresa financera, 3 d'empreses de serveis i 1 d'una empresa classificada com a «altres activitats de serveis».
Dels 8 establiments de servei als particulars que hi havia el 2009, 1 era una oficina bancària, 2 guixaires pintors, 1 fusteria, 1 electricista, 1 perruqueria i 2 restaurants.
L'únic establiment comercial que hi havia el 2009 era una botiga de menys de 120 m².
L'any 2000 a Saint-Martin-l'Ars hi havia 38 explotacions agrícoles que ocupaven un total de 2.625 hectàrees.

## Poblacions més properes
El següent diagrama mostra les poblacions més properes.